# Salih Dschabr
Salih Dschabr (arabisch صالح جبر, DMG Ṣāliḥ Ǧabr, * 1896; † 1957) war ein irakischer Politiker und 16. Premierminister des Landes. Er war der erste schiitische Premierminister im Königreich Irak.

## Leben
In den 1930er und 1940er Jahren war Salih Dschabr nacheinander Justiz-, Erziehungs-, Außen-, Innen- und Finanzminister. 1947 war er irakischer Botschafter in den USA. Premierminister war er vom 29. März 1947 bis 27. Januar 1948. Damit war er der erste Schiit in diesem Amt.
Während seiner Regierungszeit wurde er von jüngeren liberalen und nationalistischen Politikern immer wieder angegriffen, weil er die antibritische Opposition während seiner Amtszeit als Innenminister im Zweiten Weltkrieg massiv unterdrückt hatte. Salih Dschabr handelte mit den Engländern die Erneuerung des Anglo-irakischen Vertrages von 1930 aus, den er 1948 ohne Konsultation mit den nationalistischen irakischen Führern unterzeichnete. Der revidierte Vertrag ließ jedoch wesentliche britische Vorbehaltsrechte aus dem Vertrag von 1930 unverändert bestehen und schrieb sie teilweise für 25 Jahre bis 1973 fest. Darauf kam es zum antibritischen Al-Wathbah-Aufstand der verarmten Bevölkerung der Vorstädte von Bagdad und der Studenten, der am 27. Januar blutig niedergeschlagen wurde. Es gab 300 bis 400 Tote. Salih Dschabr musste den Vertrag widerrufen, zurücktreten und floh nach England.

## Familie
Salih Dschabr hatte zwei Söhne. Sein älterer Sohn Sa'ad Saleh Dschabr (* etwa 1933) verließ den Irak 1968 nach der Machtergreifung durch die Baath-Partei und wirkte im Londoner Exil, wo Hunderttausende Iraker leben, für westeuropäische Unternehmen und die irakische Opposition gegen Saddam Hussein. Er gab von 1984 bis zur Invasion des Irak 2003 die Zeitschrift Al Tayar heraus und kehrte 2004 in den Irak zurück.